# Młot lucereński

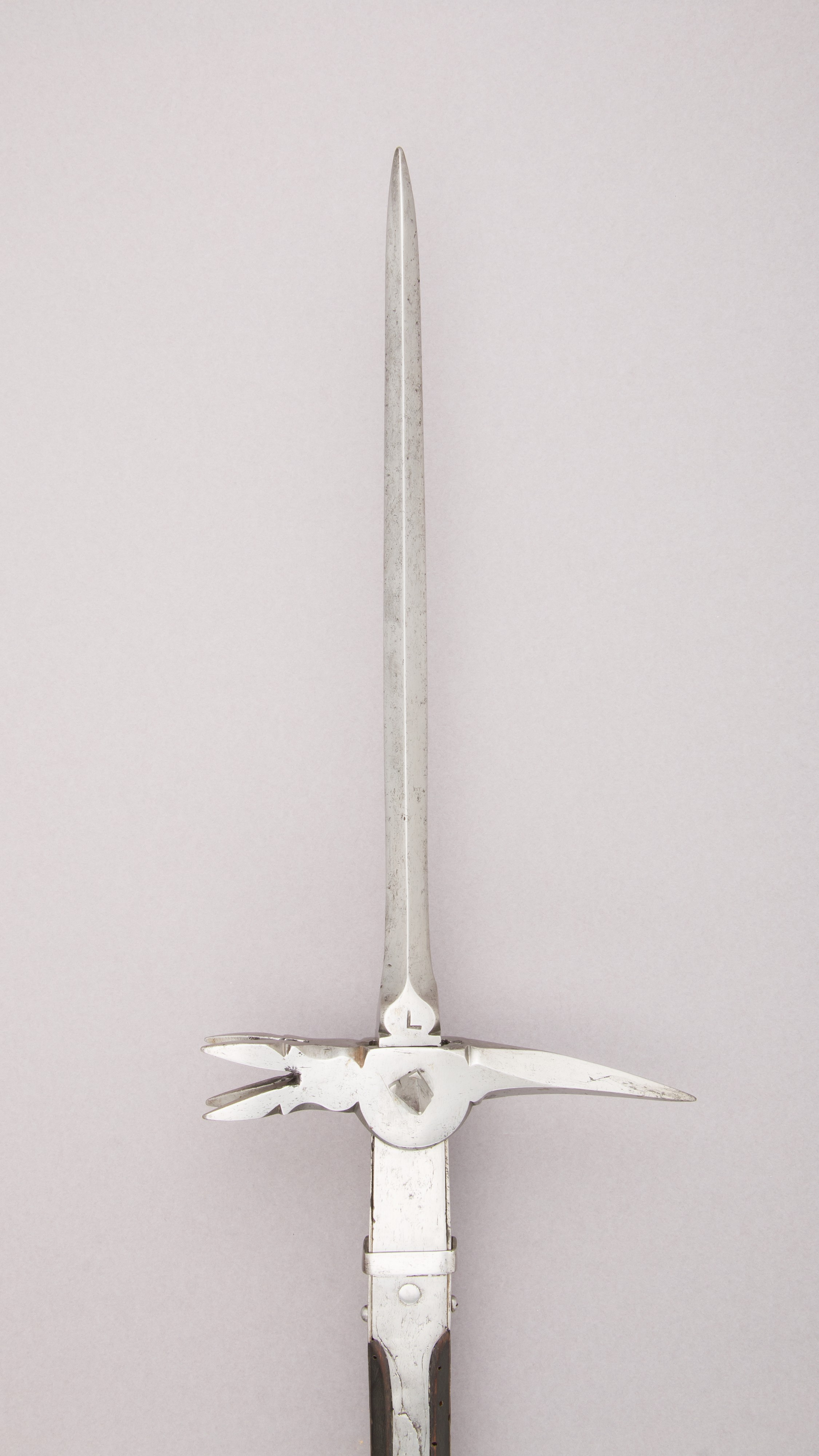
Żeleźce młota lucerańskiego

Młot lucereński lub lucerneński – typ drzewcowej broni obuchowej piechoty popularnej w Europie w XIV i XV wieku.
Nazwa młota pochodzi od szwajcarskiego miasta Lucerna, w pobliżu którego odkryto znaczne ilości tego typu broni. Młot lucereński miał postać osadzonego na długim (1–1,5 m) drzewcu żeleźca, zakończonego z jednej strony długim kolcem, a z drugiej kilkoma, zazwyczaj czterema, krótkimi szpikulcami połączonymi razem w formę młota. Ponadto na szczycie drzewca znajdował się pionowo osadzony długi grot. Forma młota lucereńskiego przypominała osadzony na długim drzewcu nadziak, jednak w przeciwieństwie do niego, obuch broni był przeznaczony bardziej do zadawania ran kłutych. Przeznaczeniem młota lucereńskiego było atakowanie jazdy przeciwnika, przebijanie zbroi, oraz ściąganie rycerzy z koni.